# Dirphia uniformis
Dirphia uniformis är en fjärilsart som beskrevs av Lemaire 1975. Dirphia uniformis ingår i släktet Dirphia och familjen påfågelsspinnare. Inga underarter finns listade i Catalogue of Life.